# Башмет, Юрий Абрамович
Ю́рий Абра́мович Башме́т (род. 24 января 1953, Ростов-на-Дону, СССР) — советский и российский альтист, дирижёр, педагог, общественный деятель. Герой Труда Российской Федерации (2022), народный артист СССР (1991), лауреат Государственной премии СССР (1986), четырёх Государственных премий Российской Федерации (1993, 1995, 2000, 2013) и премии «Грэмми» (2008).

## Биография
Родился 24 января 1953 года в Ростове-на-Дону. Отец получил распределение в Ростов-на-Дону после окончания Ленинградского института путей сообщения в 1948 году, годом позже туда переехала и мать. В 1958 году семья переехала во Львов (здесь жили бабушка и дедушка музыканта со стороны отца), где отец работал в управлении Львовской железной дороги.
В 1971 году окончил Львовскую среднюю специальную музыкальную школу, в 1976 году — Московскую консерваторию (класс В. В. Борисовского, затем Ф. С. Дружинина). С 1976 по 1978 год проходил в консерватории ассистентуру-стажировку под руководством Ф. С. Дружинина.
В 1972 году приобрёл альт миланского мастера Паоло Тесторе (1758), на котором играет с тех пор. В 1974 году принял участие в записи пластинки рок-группы «Цветы».
С 1976 года ведёт активную концертную деятельность как альтист. С 1978 года — солист Московской филармонии. Владеет практически всем альтовым репертуаром. В репертуаре произведения И. С. Баха, Г. Ф. Генделя, оригинальные сочинения для альта В. А. Моцарта, Н. Паганини, Р. Шумана, И. Брамса, К. Дебюсси, А. Онеггера, Д. Мийо, Б. Бартока, П. Хиндемита, Д. Д. Шостаковича, А. Г. Шнитке и др. Первый исполнитель посвящённых ему концертов для альта с оркестром A. И. Головина, А. В. Чайковского, M. Г. Ермолаева, B. Баркаускаса, Альфреда Шнитке, сонат Б. X. Парсаданяна.
Выступал в концертных залах Европы, США, Канады, Латинской Америки, Австралии, Новой Зеландии и Японии. Впервые в мировой исполнительской практике дал сольные альтовые концерты (Recital, Viola Abend) в таких залах, как Карнеги-холл (Нью-Йорк), Консертгебау (Амстердам), Барбикан (Лондон), Берлинская филармония, Ла Скала (Милан), Сантори-холл (Токио), Тиволи (Копенгаген), Musikverein (Вена), Академия Санта-Чечилия (Рим), Большой зал Московской консерватории и Большой зал Санкт-Петербургской филармонии.
Принимал участие во многих фестивалях разных стран: США (Танглвуд), Франции (Бордо, Биарриц, Ментона), Бельгии (Брюссель), Германии (Кройт), Италии (Сиена, Сорренто, Камерино, Стреза), Финляндии (Кухмо, Миккели), Болгарии («Мартовские музыкальные дни», Русе). Регулярный участник Променад-концертов в Альберт-холле (Лондон, Англия).
В 1985 году начал дирижёрскую деятельность. В 1986 году создал камерный ансамбль «Солисты Москвы». В настоящее время — художественный руководитель, дирижёр и солист ансамбля. В 1992 году создал новый оркестр, участниками которого становятся самые талантливые молодые музыканты России, выпускники и аспиранты Московской консерватории. С 2002 года — художественный руководитель и главный дирижёр Государственного симфонического оркестра «Новая Россия» (Москва). С 2002 года оркестр дал более 500 концертов в России и за рубежом.
В качестве солиста и дирижёра выступает с лучшими симфоническими оркестрами мира. С этими оркестрами с успехом исполнял симфонические произведения И. Брамса, Й. Гайдна, Ф. Шуберта, В. А. Моцарта, П. И. Чайковского, Л. ван Бетховена.

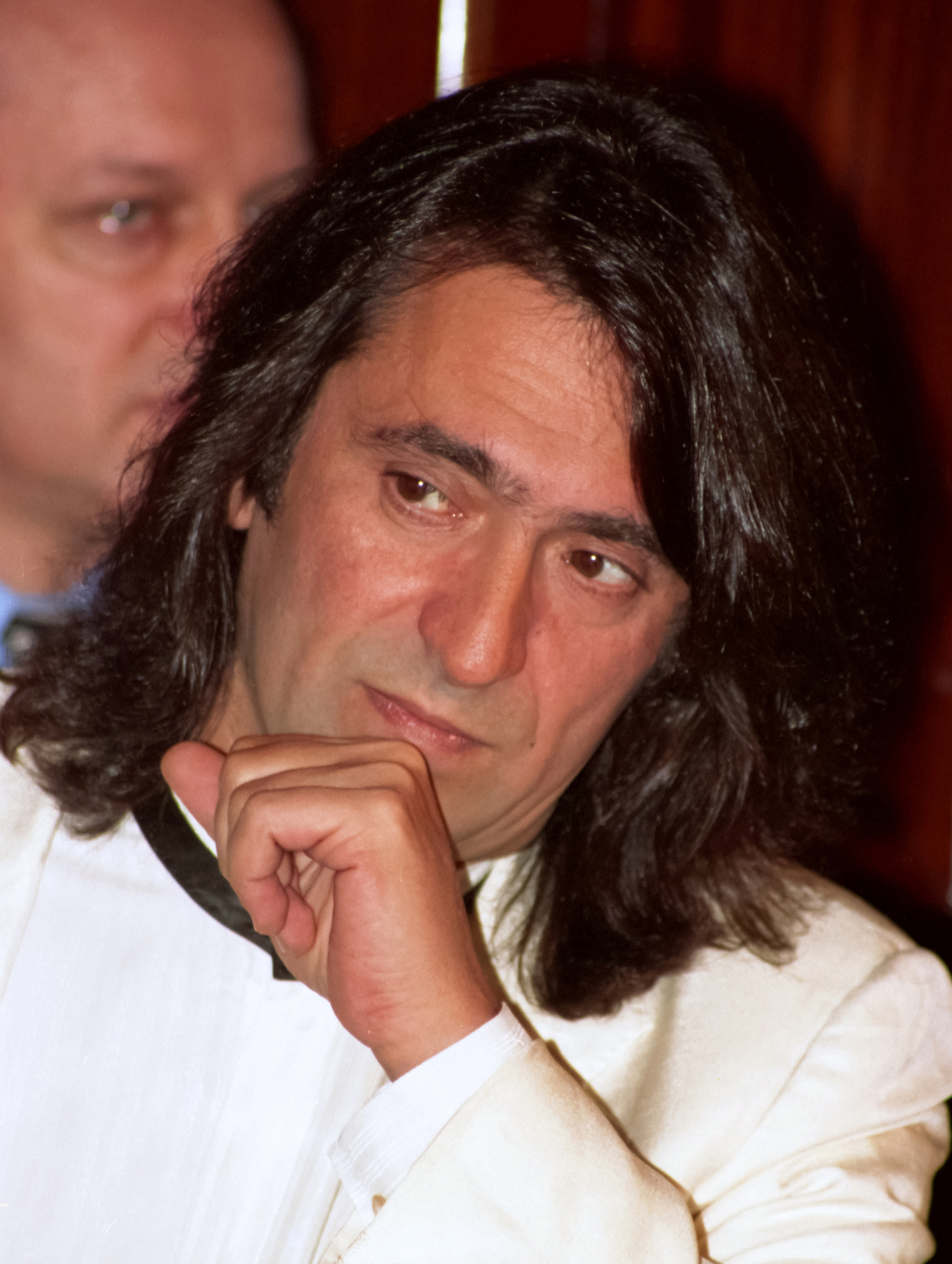
Башмет в июле 1998 года, автор фото: Лев Медведев

С 1994 года — основатель и председатель жюри первого и единственного в России Международного конкурса альтистов в Москве. Президент Международного конкурса альтистов им. Л. Тертиса в Великобритании, член жюри конкурсов альтистов в Мюнхене и «Мориса Вье» в Париже. Учредитель музыкального фестиваля в Туре (Франция) и президент музыкального фестиваля на острове Эльба.
С 1994 года — основатель и президент Международного благотворительного фонда, присуждающего ежегодные премии имени Д. Шостаковича за выдающиеся достижения в области мирового искусства.

С 1998 года — художественный руководитель фестиваля музыки и живописи «Декабрьские вечера Святослава Рихтера», ежегодно проводимого в ГМИИ им. Пушкина (Москва).
С 2006 года совместно с белорусским пианистом Ростиславом Кримером проводит ежегодный «Международный фестиваль Юрия Башмета» в Минске (Беларусь). С 2009 года проводит международный музыкальный фестиваль в Ярославской области, в ходе которого выступает не только в самом Ярославле, но и в районных центрах.
В 2011 году совместно с Константином Хабенским выпустил музыкально-литературную программу, в 2016 — спектакль «Не покидай свою планету» по мотивам произведения Антуана де Сент-Экзюпери «Маленький принц».
В 2012 году возглавил Всероссийский юношеский симфонический оркестр в составе 79 юных музыкантов из 28 городов России, который был сформирован на основе конкурса исполнителей классической музыки, где выступает как солист и дирижёр.

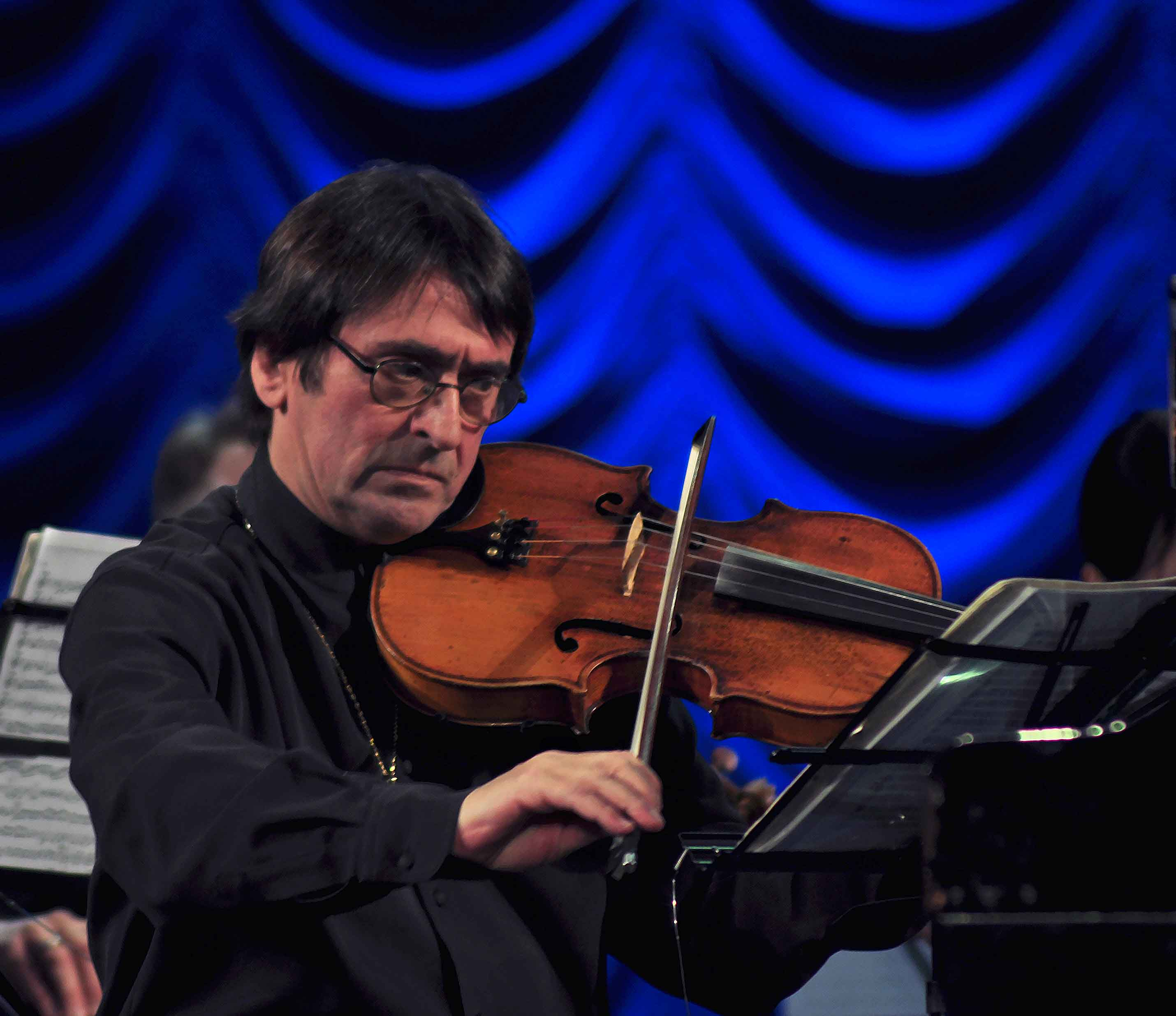
2017 г.

На телеканале «Россия Культура» ведёт авторскую программу «Вокзал мечты», которая является лауреатом ТЭФИ-2005 и ТЭФИ-2007. Ранее вёл эту программу на телеканале «ОРТ».
Кино- и телекомпании России, Англии и Франции сняли несколько фильмов о его творчестве.

#### Преподавательская деятельность
С 1976 года — преподаватель Центральной музыкальной школы при Московской консерватории им. П. И. Чайковского, с 1978 года — Московской консерватории (с 1988 года — доцент, с 1996 — профессор). С 1980 года проводит мастер-классы в разных странах мира (Япония, Европа, Америка и Гонконг), преподаёт на летних курсах в Академии Киджи (Сиена, Италия) и в Туре (Франция).
В 1996 году создал и возглавил в Московской консерватории «Экспериментальную кафедру альта», на которой помимо произведений сольного альтового репертуара в программу студента включается расширенное изучение альтовых партий в камерной, оперной и симфонической музыке, а также углублённое изучение истории исполнительских стилей прошлого и современности.
Является артистическим директором Молодёжной музыкальной академии стран СНГ, созданной в 2009 году. Академия проходит в форме индивидуальных занятий ведущих европейских педагогов с лучшими студентами музыкальных высших учебных заведений стран СНГ, мастер-классов, камерного музицирования и совместных концертов.

#### Семья
Отец — Абрам Борисович Башмет (1926—2011), уроженец Одессы, инженер железнодорожного транспорта. Был направлен в Ростов-на-Дону по распределению после окончания Ленинградского института путей сообщения в 1948 году. Из эвакуации в Алма-Ату бабушка Юрия Башмета — Циля Хаимовна Бирштейн (1905—1956) и демобилизовавшийся из действующей армии дед музыканта — Бер Аврумович (Борис Абрамович) Башмет (1905—1992) — после войны не вернулись в Одессу, а в 1949 году переехали из Алма-Аты во Львов, где в 1958 году поселились и родители музыканта.
Мать — Майя Зеликовна (Зиновьевна) Кричевер (1925—1985), выпускница филологического факультета Ленинградского государственного университета, работала в учебном отделе Львовской консерватории. Дед, Зелик Яковлевич Кричевер (1896—1941), уроженец Киева, заведовал отделом планирования наркомата лёгкой промышленности, погиб в боях под Киевом в 1941 году. Бабушка по линии матери — Дарья Аксентьевна Шапченко (1908—?), гуцульского происхождения, после развода жила в Лубнах, где заведовала музеем; связь с ней во время эвакуации дочери оборвалась и её дальнейшая судьба семье осталась неизвестна.
Жена — Наталья Тимофеевна Башмет (род. 1953), скрипачка. Дочь — Ксения, пианистка. Есть сын Грант.
Сын — Александр, экономист.
Старший брат — Евгений Башмет (1949—2015), музыкант, с 2002 года жил в Ганновере.

## Общественная деятельность и взгляды
Юрий Башмет известен своей последовательной провластной позицией.
В апреле 2000 года подписал письмо в поддержку политики недавно избранного президента России Владимира Путина в Чечне.
С 2002 года — член Совета при Президенте Российской Федерации по культуре и искусству. Член Общественного совета при Министерстве обороны Российской Федерации.
Член Попечительского совета благотворительного фонда О. Дерипаски «Вольное дело».
В марте 2014 года Башмет поддержал аннексию Крыма, подписал письмо президенту России Владимиру Путину в поддержку аннексии. 12 марта 2014 года Львовская национальная музыкальная академия лишила Ю. Башмета звания почётного профессора академии за этот поступок.
В 2019 году Башмет заявил, что западные страны «злятся и завидуют», что у них нет «лидера такого таланта и таких качеств», как Владимир Путин.
В феврале 2022 года поддержал российское вторжение на Украину.  В 2023 г. назвал Львов «культурным оазисом» и выразил уверенность, что обязательно туда вернётся.
После начала в сентябре мобилизации писал письмо министру обороны Сергею Шойгу для защиты своих музыкантов от попадания в вооружённые силы. В январе 2025 г. в интервью ТАСС сообщил о готовности отправиться воевать в зону СВО при необходимости, попутно назвав бессовестными покинувших Россию артистов.
В январе 2025 г. в День соборности Украины был лишён государственных наград этой страны в рамках введённых санкций со стороны Совета национальной безопасности и обороны Украины.

## Сотрудничество

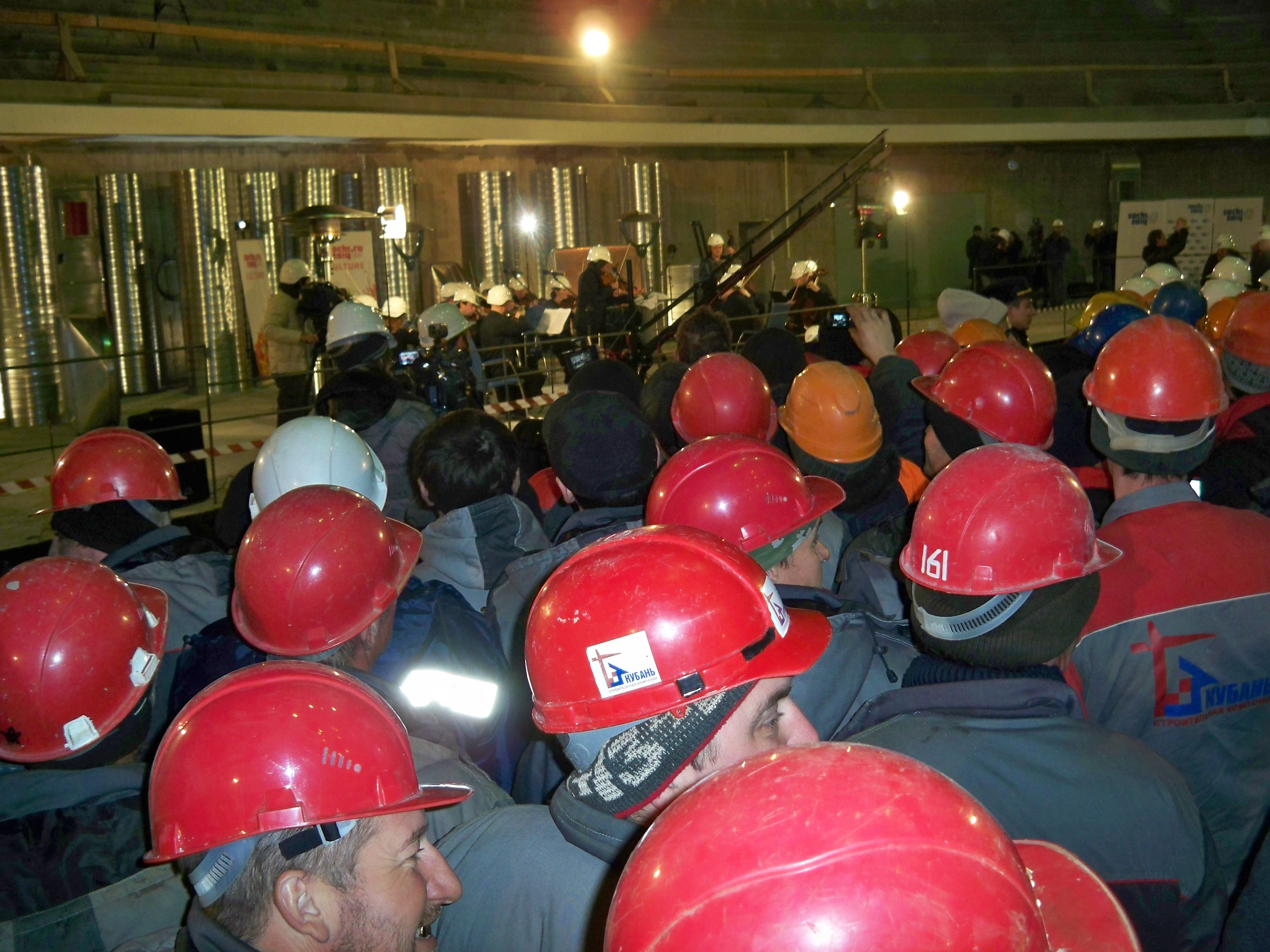
Юрий Башмет даёт концерт для строителей Олимпиады в Сочи. Большая Ледовая арена 11.02.2012

В качестве солиста и дирижёра выступает с оркестрами:
- Германия:
  - Берлинский филармонический оркестр
  - Немецкий симфонический оркестр Берлина
  - Симфонический оркестр Баварского радио
- Австрия:
  - Венский филармонический оркестр
- США:
  - Нью-Йоркский филармонический оркестр
  - Симфонический оркестр Сан-Франциско
  - Чикагский симфонический оркестр
  - Бостонский симфонический оркестр
- Великобритания:
  - Лондонский симфонический оркестр
- Франция:
  - Филармонический оркестр Радио Франции
  - Оркестр Парижа и другими.

## Дискография
Совместно с ансамблем «Солисты Москвы» записал несколько компакт-дисков, выпущенных радиокомпаниями мира, среди которых Би-би-си, Баварское радио, Радио Франции, Радио Люксембург и др.
Компакт-диск с записью Квартета № 13 Д. Шостаковича и Квинтета И. Брамса («Sony Classics», солист Ю. Башмет) отмечен критиками музыкального журнала «STRAD» как «лучшая запись 1998 года». Другие компакт-диски также неоднократно становились обладателями таких престижных европейских наград, как «Золотой диапазон» и «Шок».

## Фильмография

### Роли
- 2008 — 2-Асса-2 — Артём Александрович Белый
- 2009 — Анна Каренина — дирижёр

### Участие в документальных фильмах
- 1994 — Альфред Шнитке. Портрет с друзьями
- 2009 — Эдисон Денисов. Преодоление жизни
- 2010 — Я всегда хотел играть в квартете
- 2010 — САС. Те, с которыми я… Татьяна Друбич
- 2015 — «Юрий Башмет. „Круговорот Башмета“» («Первый канал»)[31][32]
- 2021 — САС. Те, с которыми я… Юрий Башмет

## Публикации
- Башмет Ю. Вокзал мечты. — М.: Вагриус, 2003. — 272 с. — ISBN 5-264-00794-2.

## Награды

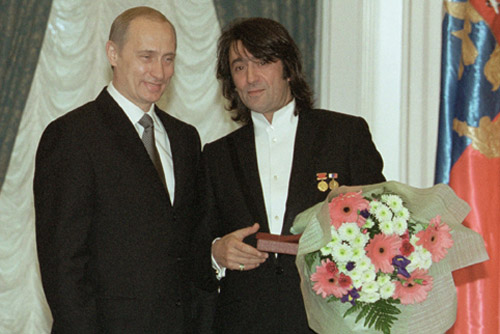
Вручение Государственной премии.
Москва, Кремль, 12 июня 2001 года

Государственные награды СССР и Российской Федерации:
- Медаль «За трудовую доблесть» (14 ноября 1980) — за большую работу по подготовке и проведению Игр XXII Олимпиады[33]
- «Заслуженный артист РСФСР» (8 апреля 1983)
- Государственная премия СССР (1986)
- «Народный артист РСФСР» (5 июля 1989)
- «Народный артист СССР» (25 марта 1991) — за большие заслуги в развитии советского музыкального искусства[34]
- Государственная премия Российской Федерации в области литературы и искусства 1993 года (в области музыкального искусства) (7 декабря 1993) — за концертные программы последних лет[35]
- Государственная премия Российской Федерации в области литературы и искусства 1995 года (в области музыкального и хореографического искусства) (27 мая 1996) — за создание и исполнение на юбилейном музыкальном фестивале «Альфред Шнитке фестиваль» (1994 год, г. Москва) Третьей и Четвёртой симфоний, Концерта для альта с оркестром, Концерта № 2 для виолончели с оркестром, Кончерто гроссо № 5, трех духовных хоров («Богородице Дево радуйся», «Иисусе Христе», «Отче наш»), кантаты «История доктора Иоганна Фауста»[36]
- Государственная премия Российской Федерации в области литературы и искусства 2000 года (в области музыкального и хореографического искусства) (6 июня 2001) — за концертные программы Международных фестивалей искусств имени А.Сахарова[37]
- орден «За заслуги перед Отечеством» III степени (15 апреля 2002) — за выдающийся вклад в развитие отечественного искусства[38]
- орден Почёта (6 февраля 2008) — за большой вклад в развитие отечественного музыкального искусства и многолетнюю творческую деятельность[39]
- орден «За заслуги перед Отечеством» IV степени (21 января 2013) — за большой вклад в развитие отечественной культуры и музыкального искусства[40]
- орден Дружбы (2014) — за большой вклад в организацию подготовки и проведения XXII Олимпийских и XI Параолимпийских зимних игр 2014 года в Сочи и обеспечение успешного выступления сборных команд России[41]
- Государственная премия Российской Федерации в области литературы и искусства 2013 года (9 июня 2014) — за вклад в развитие отечественной и мировой культуры[42]
- орден «За заслуги перед Отечеством» II степени (19 мая 2020) — за большой вклад в развитие отечественной культуры и искусства, многолетнюю плодотворную деятельность[43]
- «Герой Труда Российской Федерации» (29 апреля 2022) — за особые трудовые заслуги перед государством и народом[44]

Иностранные награды и премии:
- 2-я премия Международного конкурса альтистов в Будапеште (1975)
- Гран-при конкурса альтистов, проводимым ARD в Мюнхене (1976)
- Премия Award-1993 — «Лучшему музыканту-инструменталисту года»
- Премия «Sonnings Musikfond» (Копенгаген, 1995)
- Почётный профессор Музыкальной академии Киджи (Италия)
- Почётный академик Лондонской академии музыкального и драматического искусства
- Почётный гражданин Русе (Болгария, 2005)[45]
- Офицер ордена Великого князя Литовского Гядиминаса (Литва, 18 июня 1999)[46]. Лишён в 2025 году[47].
- Командор ордена «За заслуги перед Итальянской Республикой» (Италия, 2000 год)[48]
- Офицер ордена искусств и литературы (Франция, 2000)[49]
- Офицер ордена Почётного легиона (Франция, 2003)[49]
- орден «За заслуги» III степени (Украина, 19 апреля 2004) — за весомый личный вклад в развитие культурных связей между Украиной и Российской Федерацией, многолетнюю плодотворную творческую деятельность[50], лишён в 2025 году[51]
- орден Франциска Скорины (Беларусь, 6 октября 2008) — за значительный личный вклад в развитие белорусско-российских культурных связей, пропаганду классического музыкального искусства[52][53]
- Премия «Грэмми» (вместе с оркестром «Солисты Москвы», Американская академия звукозаписи, Лос-Анджелес, 2008) — за исполнение произведений И. Стравинского и С. Прокофьева в номинации «Лучшее выступление в составе малого ансамбля»[54][неавторитетный источник]
- орден Почёта (Армения, 11 сентября 2013) — за вклад в укрепление и развитие армяно-российских культурных связей, большие заслуги в области мирового музыкального искусства[55][56]
- Межгосударственная премия СНГ «Звёзды Содружества» за 2017 год[57]
- орден Восходящего солнца II степени (Япония, 2021)[58]

Другие награды, поощрения и общественное признание:
- Почётный титул «Человек года—2000» (Российское биографическое общество, 2000)
- Почётный доктор МГУ им. М. Ломоносова (2004)[59][60]
- орден «За профессиональную честь, достоинство и почетную деловую репутацию» 3-й степени (Российская геральдическая палата, 2004)[61]
- Премия «Овация» (вместе с оркестром «Солисты Москвы», 2008)
- Золотая медаль имени Льва Николаева (2011) — за существенный вклад в просвещение, популяризацию достижений науки и культуры существенный вклад в просвещение, популяризацию достижений науки и культуры
- Народный артист Республики Северная Осетия — Алания (2011)
- Почётная грамота Московской городской Думы (20 марта 2013) — за заслуги перед городским сообществом и в связи с юбилеем[62]
- орден Преподобного Сергия Радонежского III степени (РПЦ, 2013)[63]
- орден святого преподобного Серафима Саровского (РПЦ)[64]
- Национальная премия «Россиянин года» (2013)
- Памятная Золотая Медаль Сергея Михалкова (2013)[65]
- Почётный гражданин Ростова-на-Дону (Россия, 2014)[66]
- Премия «Скрипач на крыше» (Федерация еврейских общин в России, 2016)[67]
- Премия Правительства Российской Федерации 2016 года в области культуры (7 февраля 2017) — за создание Всероссийского юношеского симфонического оркестра[68]
- Премия «Легенды Тавриды» (2020)[69]
- Благодарность Президента Российской Федерации (4 мая 2021) — за большой вклад в подготовку и проведение общественно значимых мероприятий[70]
- Почётная грамота Президента Российской Федерации (24 января 2023) — за заслуги в развитии отечественной культуры и искусства, многолетнюю плодотворную деятельность[71]
- Премия Правительства Российской Федерации в области культуры (26 декабря 2023) — за проведение Концерта-Реквиема в день 80-летия начала Великой Отечественной войны 22 июня 2021 г. «22 июня. Ровно в 4 утра»[72]
- Золотая медаль имени Георгия Свиридова «За выдающийся вклад в музыкальное искусство» (2024, кинофорум «Золотой Витязь»)[73]